# Curtuiușu Mic
Curtuiușu Mic – wieś w Rumunii, w okręgu Marmarosz, w gminie Copalnic-Mănăștur. W 2011 roku liczyła 269 mieszkańców.